# August Wolters
August Wolters (* 2. März 1903 in Krefeld; † 13. April 1990 in Trier) war ein deutscher Gewerkschafter und Politiker (CDU).

## Leben und Beruf
Wolters wurde als Sohn eines Bäckermeisters geboren. Nach dem Besuch der Volksschule absolvierte er eine Schreinerlehre und arbeitete anschließend bei der Deutschen Reichsbahn. Er engagierte sich bereits während seiner Lehrzeit in der Gewerkschaft und war seit 1920 Mitglied des Christlichen Holzarbeiterverbandes. Mithilfe eines Stipendiums der Stadt Krefeld besuchte er 1927/28 die Fachschule für Wirtschaft und Verwaltung in Düsseldorf. Anschließend war er als Gewerkschaftssekretär bei der Deutschen Eisenbahnergewerkschaft in Köln und Koblenz tätig, ehe er 1930 in gleicher Funktion nach Trier wechselte.
Nach der Machtübernahme der Nationalsozialisten und der Gleichschaltung der Gewerkschaften wurde Wolters aus allen Ämtern entlassen. Er wechselte anschließend als kaufmännischer Angestellter in die Privatwirtschaft und war als Personalbüroleiter bei einem großen Bau- und Maschinenbetrieb tätig. Nach dem Zweiten Weltkrieg beteiligte er sich am Aufbau der Sozialversicherung im Regierungsbezirk Trier. 1946 übernahm er die Leitung der AOK in Trier, die er bis 1959 innehatte.

## Partei
Wolters war während der Zeit der Weimarer Republik Mitglied der Zentrumspartei. Nach 1945 zählte er zu den Mitbegründern der CDU in Trier und auf Landesebene.

## Abgeordneter
Wolters war von 1947 bis 1971 Mitglied des rheinland-pfälzischen Landtages. Von 1948 bis 1959 amtierte er als Landtagspräsident.

## Öffentliche Ämter
Woltes war 1945/46 Erster Beigeordneter des Amtes Konz. Er wurde am 19. Mai 1959 als Nachfolger von Otto van Volxem zum Minister des Innern und für Soziales in die von Ministerpräsident Peter Altmeier geführte Regierung des Landes Rheinland-Pfalz berufen und gehörte seit 1969 auch der von Ministerpräsident Helmut Kohl geleiteten Folgeregierung an. Während seiner Amtszeit wurde das Gesundheitswesen ausgebaut, die Polizei modernisiert und die elektronische Datenverarbeitung in der Landesverwaltung eingeführt. Am 18. Mai 1971 schied er aus der Regierung aus und wurde als Innenminister von Heinz Schwarz abgelöst.

## Ehrungen
- 1953: Großkreuz der Bundesrepublik Deutschland
- 1982: Verdienstorden des Landes Rheinland-Pfalz
- Ehrenmitglied der katholischen Studentenverbindung K.St.V. Ketteler Mainz